# Paolo Agostinacchio
Paolo Antonio Mario Agostinacchio (Ascoli Satriano, 22 luglio 1938 – Foggia, 26 giugno 2024) è stato un politico italiano.

## Biografia
Avvocato del Foro di Foggia, esponente del Movimento Sociale Italiano - Destra Nazionale, fu negli anni '80 consigliere comunale di Foggia.
Deputato alla Camera per il MSI dal 1983 al 1987, tornò alla Camera nel 1992 e venne poi rieletto deputato nel 1994. Si dimise nel 1995, venendo sostituito da Antonio Pepe, per candidarsi come sindaco alle elezioni amministrative di Foggia.
Eletto sindaco di Foggia per Alleanza Nazionale dal 1995 al 2004, nel 1999 fu anche presidente del club calcistico del Foggia. Nel 2003 si candidò a presidente della provincia di Foggia per il centrodestra, ottenendo il 40%, ma non venne eletto.
Aderì a La Destra di Storace e nel 2009 rientrò nel consiglio comunale di Foggia.
Morì il 26 giugno 2024 a causa di un malore occorsogli nel suo studio legale a Foggia meno di un mese prima di compiere di 86 anni.